# Lioudmila Semenova
Lioudmila Semenova, (en russe : Людми́ла Никола́евна Семёнова), née à Saint-Pétersbourg le 17 février 1899 et morte à Moscou le 25 mai 1990 , est une actrice soviétique.

## Biographie
Lioudmila Semenova est formée par Nikolaï Foregger aux studios d'art dramatique Mastfor où elle commence sa carrière de danseuse. Là, elle est repérée par Grigori Kozintsev et Leonid Trauberg qui lui proposent le rôle principal dans le film La Roue du diable (1926). Elle devient l'une des vedettes du cinéma muet soviétique. Sa carrière s'essouffle toutefois dans les années 1930. En 1945-1958, elle est actrice du Théâtre national d'acteur de cinéma.
Morte à Moscou à l'âge de à 91 ans, Lioudmila Semenova est inhumée au cimetière Troïekourovskoïe. 

## Filmographie sélective
- 1926 : La Roue du diable : Valia
- 1927 : SVD : L’Union pour la grande cause (Союз Великого дела) de Grigori Kozintsev et Leonid Trauberg
- 1927 : Trois dans un sous-sol : Luda
- 1927 : L'Enfant d'un autre : la voisine de Surin
- 1929 : La Nouvelle Babylone : la danseuse au monocle
- 1929 : Débris de l'empire (Обломок империи, Oblomok imperi) de Friedrich Ermler
- 1933 : Ma patrie : la prostituée Ludmila
- 1944 : Six heures après la victoire  : tireur anti-aérien
- 1946 : L'Ancien Vaudeville : une grand-tante
- 1948 : La Jeune Garde (Молодая гвардия) de Sergueï Guerassimov : logeuse de Liouba Chevtsova
- 1961 : Le Rouleau compresseur et le Violon, d'Andreï Tarkovski